# Костантино Нигра
Костантино Нигра (на италиански: Costantino Nigra) е италиански дипломат, писател, преводач и фолклорист.
Роден е на 11 юни 1828 година във Вила Кастелнуово. През 1848 година постъпва на дипломатическа служба, и няколко години по-късно участва в преговорите за Парижкия мирен договор след Кримската война. Играе важна роля в установяването на съюзните отношения с Франция и дълго време е посланик във Франция (1861 – 1876), Русия (1876 – 1882), Великобритания (1882 – 1885) и Австро-Унгария.
Костантино Нигра умира на 1 юли 1907 година в Рапало.